# Orde de Carol I
L'Orde de Carol I de Romania fou un orde militar romanès, fundat l'any 1906 coincidint amb el quarantè aniversari del regnat de Carles I de Romania.
Està format per quatre classes.
Insígnia: creu d'or superada per una àliga.
Divisa: Prin statornicie, la izbanda (per la constància fins a la victòria).
Cinta blava pàlida tornassolada, bordejada de vermell i d'or.